# 에스토니아 독립 선언서

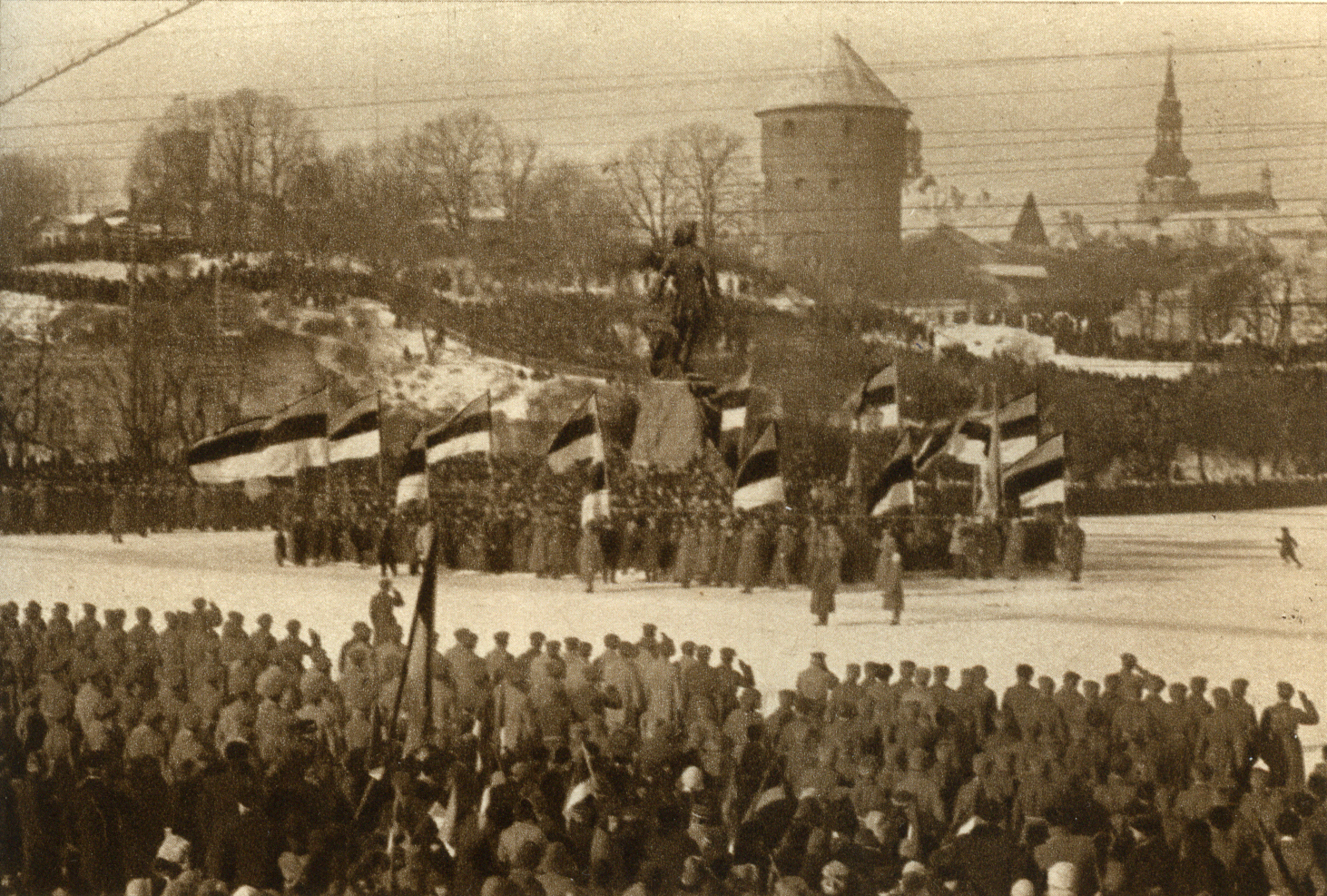
1919년 2월 24일 에스토니아 탈린에서 열린 에스토니아 독립 기념일의 첫 기념 행사

에스토니아 독립 선언서, 또는 에스토니아 국민 선언서(에스토니아어: Manifest Eestimaa rahvastele)는 1918년 에스토니아 공화국의 건국 법령이다. 매년 2월 24일을 에스토니아 독립 기념일로 정하여 기념한다.
선언서는 에스토니아 지방 의회의 원로들이 선출한 구제 위원회가 작성하였다. 원래 1918년 2월 21일 선포할 예정이었으나, 2월 23일 저녁으로 연기된 후 선언서를 인쇄하여 패르누에서 공개 낭독하였다. 다음 날인 2월 24일 수도 탈린에서 선언서를 인쇄한 후 배포하였다.

## 역사적 맥락
제1차 세계 대전 동안, 러시아군이 퇴각하고 독일군이 진군하는 사이, 독일 제국의 점령이 임박한 1918년 2월 24일 마패에브(에스토니아 국가 의회의 구제 위원회)가 에스토니아의 독립을 선언하였다. 독일 제국은 새로이 선포된 에스토니아 공화국을 인정하지 않았다. 그러나 1918년 11월 제1차 세계 대전에서 동맹국이 패배하자 독일은 에스토니아에서 군대를 철수하고 11월 19일에 에스토니아에 대한 권력을 에스토니아 임시 정부에 공식 이양하였다. 러시아 볼셰비키 침공과 에스토니아 독립 전쟁이 뒤를 이었다. 1920년 2월 2일 에스토니아 공화국과 러시아 볼셰비키 간에 타르투 평화 조약이 체결되었다. 에스토니아 공화국은 국제적 인정을 받았고 1921년 국제 연맹의 회원이 되었다.

## 선언서
에스토니아 전 국민을 위한 선언서

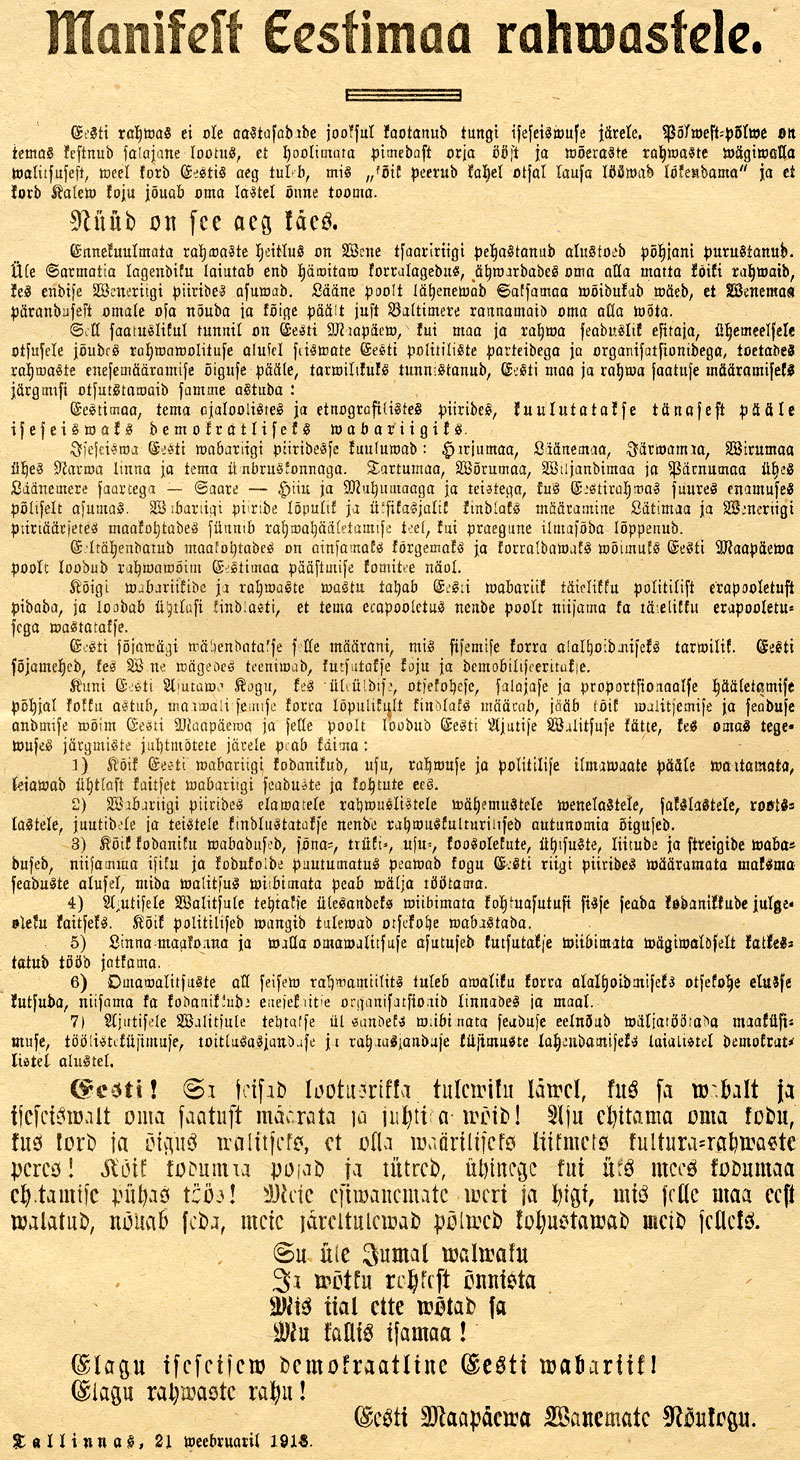
에스토니아 독립 선언서

수세기 동안 에스토니아인들은 독립에 대한 열망을 결코 잃지 않았다. 에스토니아인은 다른 나라들의 노예화와 압제에도 불구하고 에스토니아에 "모든 국경의 양 끝이 불길에 휩싸이고" "칼레브가 그의 아이들에게 행복을 가져다주고자 찾아올" 때가 올 것이라는 비밀스러운 희망을 대대로 품고 살아왔다.
이제 그 시간이 되었다.
전례 없는 국가 간의 투쟁으로 러시아 차르 제국의 부패한 토대가 파괴되었다. 사르마티아 평원 전역에 파멸적인 무정부 상태가 확산되어 구 러시아 제국의 국경 내에 살고 있는 모든 민족을 압도할 것이라 위협하고 있다. 서방에서는 승리한 독일군이 러시아의 유산에 대한 자신들의 몫을 주장하고 무엇보다도 발트해 연안 지역을 차지하기 위하여 접근하고 있다.
이 운명적인 시간에 에스토니아 지방 의회는 우리 영토와 인민의 법적 대표자로서, 국민의 자결권에 따라 에스토니아의 영토와 국민의 운명을 결정짓기 위하여 에스토니아의 정당 및 조직과 함께 만장일치로 합의한 다음과 같은 결정적인 조치에 도달하였다.
에스토니아는
역사적, 민족적 경계 내에서 오늘
독립 민주 공화국임을 선언한다.
에스토니아 독립 공화국은 하리우주, 래네주, 얘르바주, 비루마, 나르바와 그 주변 지역, 타르투주, 버루주, 빌리안디주, 패르누주, 발트해의 사레마섬, 히우마섬, 무후섬, 기타 에스토니아인이 오랫동안 큰 규모로 터를 잡은 지역을 포함한다. 라트비아와 러시아에 접경한 지역의 공화국의 국경에 대한 최종 결정은 이번 세계 대전이 끝난 뒤 국민 투표로 정한다.
앞서 언급한 지역에서 유일한 최고 조직 기관은 에스토니아 지방 의회가 조직한 민주적인 지원을 받는 에스토니아 구제 위원회이다.
에스토니아는 모든 인접 국가와 국민에 대하여 절대적인 정치적 중립을 유지하기를 희망하며, 이들이 완전한 중립으로 동등하게 대응할 것을 기대한다.
에스토니아 군대는 내부 질서 유지에 필요한 범위 내로 감축한다. 러시아군에 복무 중인 에스토니아인은 고향으로 돌아와 제대한다.
보통선거, 직접선거, 비밀선거, 비례선거로 선출된 에스토니아 제헌 의회가 국가의 헌법 구조를 결정할 때까지 모든 행정권과 입법권은 에스토니아 지방 의회와 에스토니아 임시 정부에 귀속되며, 다음 원칙에 따른다.
1. 에스토니아 공화국의 모든 국민은 종교, 민족, 정치적 견해에 관계없이 공화국의 법률과 법원의 동등한 보호를 받아야 한다.

2. 에스토니아에 거주하는 러시아인, 독일인, 스웨덴인, 유대인 등 모든 소수민족은 문화적 자치권을 보장받아야 한다.

3. 표현의 자유, 언론의 자유, 종교의 자유, 집회의 자유, 결사의 자유, 파업의 자유, 개인과 가정의 불가침과 같은 모든 국민의 자유는 에스토니아 공화국 영토 내에서 논란의 여지없이 유효하며, 정부가 즉시 제정하는 법률에 근거한다.

4. 임시 정부는 국민의 안전을 보호하기 위하여 즉각적인 법원 조직의 책임을 맡는다. 모든 정치범은 즉시 석방된다.

5. 시, 주, 마을 지자체가 그동안 불법으로 중단되었던 업무를 재개하도록 촉구한다.

6. 치안 유지를 위하여 지방자치단체 예하 민병대를 즉시 조직하고 도시 및 농촌에 시민자위대를 설치한다.

7. 임시 정부는 농업 문제, 노동 문제, 식량공급 문제, 재정 문제 등의 해결을 위한 법안을 민주적 차원에서 지체 없이 처리하도록 지시한다.
에스토니아여! 여러분은 여러분의 운명을 결정하고 지시함에 있어 자유롭고 독립적일 희망찬 미래의 문턱에 서 있다. 문명 국가 집단의 가치 있는 구성원이 되기 위하여 법과 질서가 지배하는 자신만의 터전을 일구기 시작하라. 조국의 아들딸이여, 조국 건설이라는 성스러운 과업에 우리 모두가 한마음으로 단결하자. 이 나라를 위하여 우리 조상들이 흘린 땀과 피가 우리에게 그 의무를 지게 하고, 우리의 후손을 위하여 그것을 하여야만 한다.
주께서 그대를 수호하리니,

주가 풍족한 은총을 내리어

그대의 모든 일이 창성하리라,

나의 귀중한 조국이여!
에스토니아 독립 민주 공화국 만세!
국가 간의 평화와 만수무강을!
원로 의회

에스토니아 지방 의회

1918년 2월 24일

## 같이 보기
- 에스토니아 독립 전쟁